# Le Signac (Schiff)
Le Signac ist der Name eines Fahrgastschiffes, das in Frankreich gemeldet ist, aber ursprünglich aus Deutschland stammt und als Berta Epple zum gleichnamigen Personenschifffahrtsunternehmen in Bad Cannstatt gehörte. 

## Geschichte
Das Schiff wurde 1958 auf der Schiffswerft Schmidt in Oberkassel für das Ehepaar Berta und Karl Epple gebaut. Der Kies- und Tiefbauunternehmer Karl Epple (1893–1961) und seine Ehefrau hatten 1956 ihre Firma Neckar-Personen-Schiffahrt Berta Epple gegründet, als absehbar geworden war, dass der Hafen Stuttgart in Betrieb genommen werden würde. Die Ausflugsschiffe des Unternehmens sollten neckarabwärts bis Heilbronn fahren und hatten ihren Liegeplatz unweit der Wilhelma. Die ersten beiden Schiffe des Unternehmens wurden 1957 von Arnulf Kletts Ehefrau getauft. Sie hießen Stuttgart und Dorothea Epple. 1958 folgten mit der Berta Epple und der ersten Wilhelma das dritte und vierte Schiff.
Berta Epple, die Namensgeberin des Schiffes, starb 1965. Das Unternehmen wurde aber zunächst noch unter seinem ursprünglichen Namen weitergeführt.
Laut Günter Benjas Angaben aus dem Jahr 1975 war die Berta Epple 36 Meter lang und 6,4 Meter breit. Sie hatte einen Tiefgang von 1,2 Metern, durfte 470 Fahrgäste befördern und konnte mit einer Maschinenleistung von 284 PS eine Geschwindigkeit von 18 km/h erreichen. Dieter Schuberts Angaben zu dem Schiff aus dem Jahr 2000 weichen zum Teil etwas von denen Benjas ab. Laut Schubert war das Schiff nur 6 Meter breit und im Jahr 2000 nur noch für 450 Fahrgäste zugelassen. Die Maschinenleistung lag laut Schubert bei 320 PS.
Das Schifffahrtsunternehmen der Familie Epple wurde ab 1997 unter dem Namen „Neckar-Käpt’n“ von Wolfgang Thie geführt. Unter Thies Ägide wurden mehrere Schiffe verkauft, darunter auch die Berta Epple. Sie kam laut einigen Quellen 2004 als Stadt Rees nach Duisburg, wo sie bis etwa 2008 blieb. Dann wurde sie nach Paris weiterverkauft. Dort erhielt sie den Namen Le Signac.
Im Jahr 2019 verkaufte Thie das Cannstatter Unternehmen an den Maultaschenhersteller Herr Kächele. Der Leiter dieses Unternehmens, Jens Caspar, wollte eigentlich wieder die Marke „Berta Epple“ verwenden statt der Bezeichnung „Neckar-Käpt’n“, wie er in einem Interview der Cannstatter Zeitung sagte. Er plante, die Schiffe im „Retrostil der 1960er mit moderner Medien- und Küchentechnik“ auszustatten und das Marketing zu verstärken. Unter anderem äußerte er im Frühjahr 2022 die Absicht, ein Schiff namens Robert Mayer mit Wasserstoffantrieb auszurüsten. In den Jahren nach der Übernahme des Unternehmens wurden etliche weitere Schiffe, die zum Teil noch deutlich früher als die Berta Epple gebaut worden waren, angeschafft. Mindestens zwei, die Electra und die Neckar-Fee, stammten von derselben Bauwerft wie die Berta Epple.
Die Berta Epple selbst versuchte Caspar aus Paris, wo sie mittlerweile unter dem Namen Le Signac fährt, zurückzuholen. Das Schiff war aber 2018 innerhalb von Paris an ein Rundfahrtunternehmen weiterverkauft worden, das auf Caspars Angebote offenbar nicht eingehen wollte.
Le Signac bietet drei Sonnendecks, eines davon überdacht, und flexibel gestaltbare Salons auf zwei Decks. Äußerlich hat das Schiff sich gegenüber der Zeit, in der es als Berta Epple auf dem Neckar fuhr, wenig verändert. Die Firma Paris Seine, die das Schiff betreibt, gehört zur Paris Experiences Group und hat neben der Le Signac noch neun weitere Wasserfahrzeuge im Einsatz. Le Signac wird für Einsätze mit 20 bis 120 Personen angeboten.